# Coimbatore (stad)
Coimbatore is een belangrijke industriestad in de staat Tamil Nadu in India. De stad is gelegen in het gelijknamige district Coimbatore, tegen de grens van Kerala, en heeft 2.136.916 inwoners (2011).

## Economie
De stad heeft als bijnaam "cotton city" (vertaling: katoenstad) en staat bekend om haar industriële functie en de verschillende culturen die er bijeenkomen. In de stad bevinden zich dan ook diverse industrieën zoals de textielindustrie, de auto-industrie en de sieradenindustrie.

## Diversen
De bekende Indiaas-Amerikaanse professor in de bedrijfskunde C(oimbatore).K. Prahalad is in deze stad geboren.

## Galerij

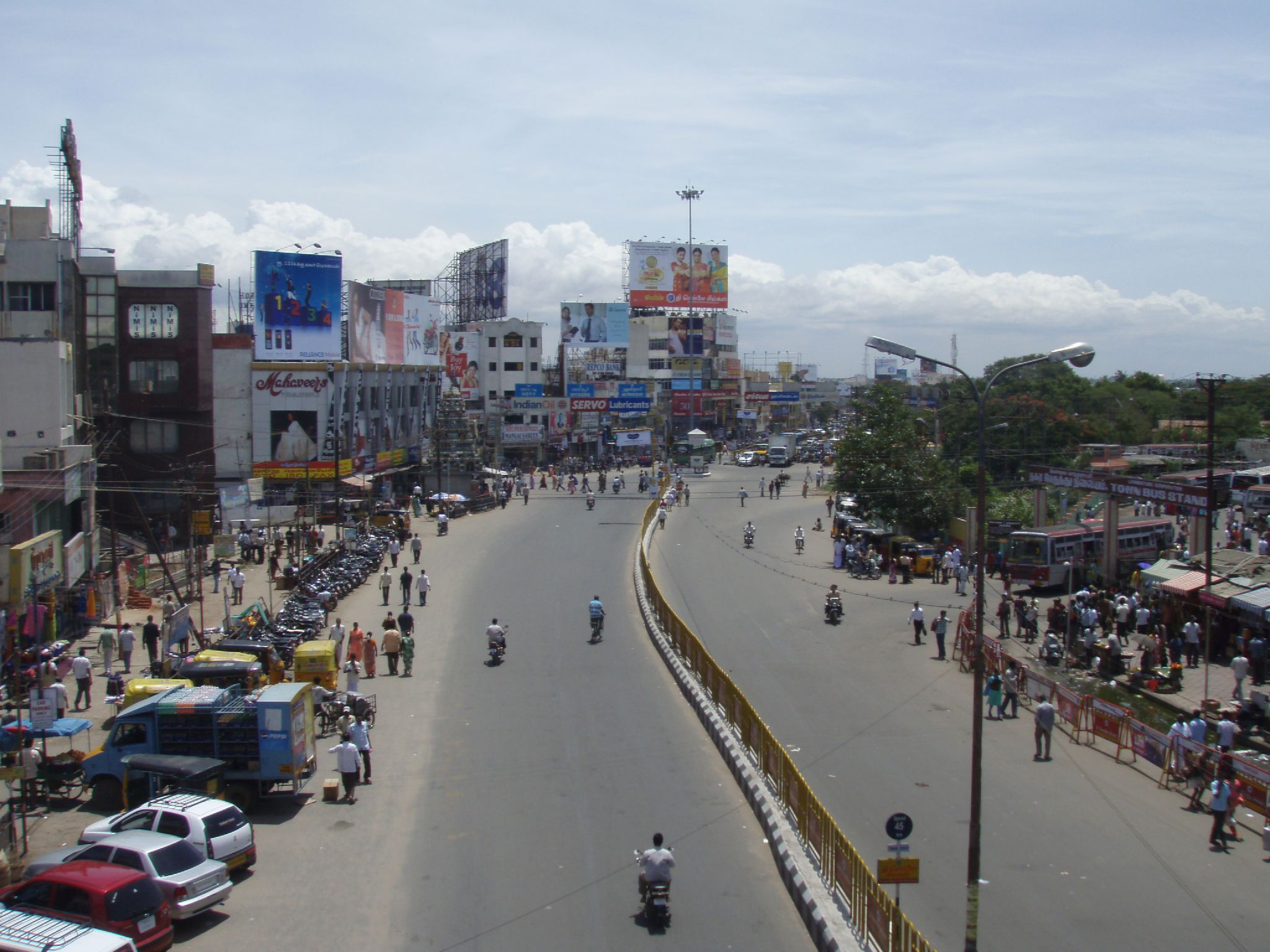
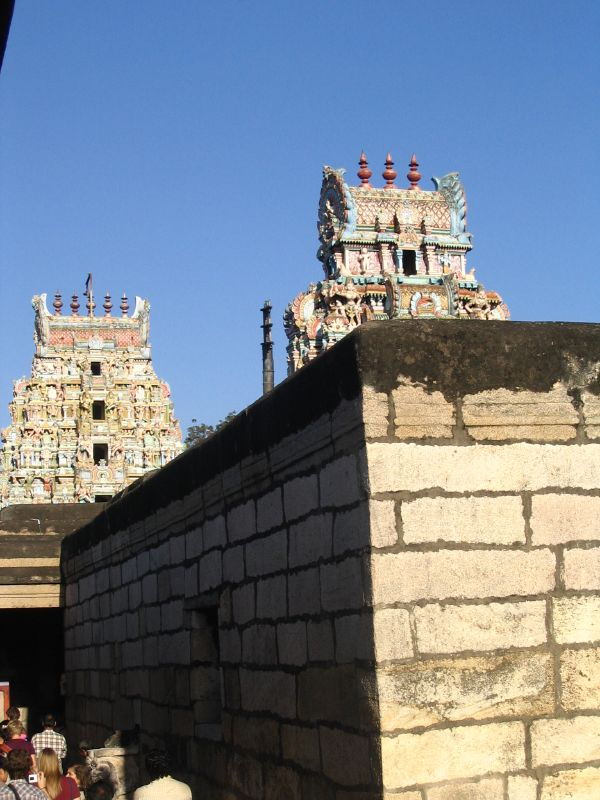
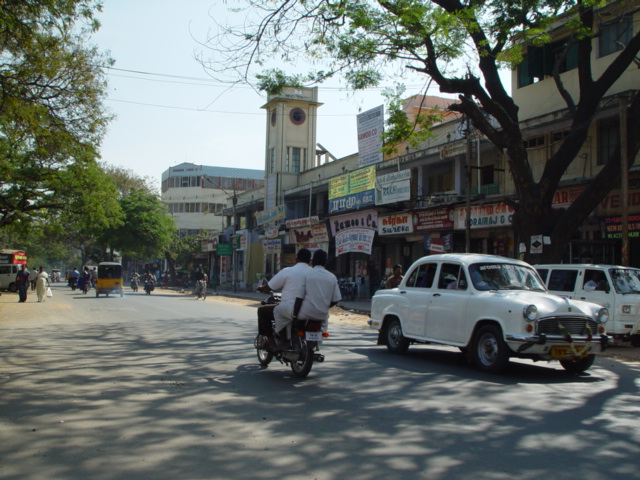
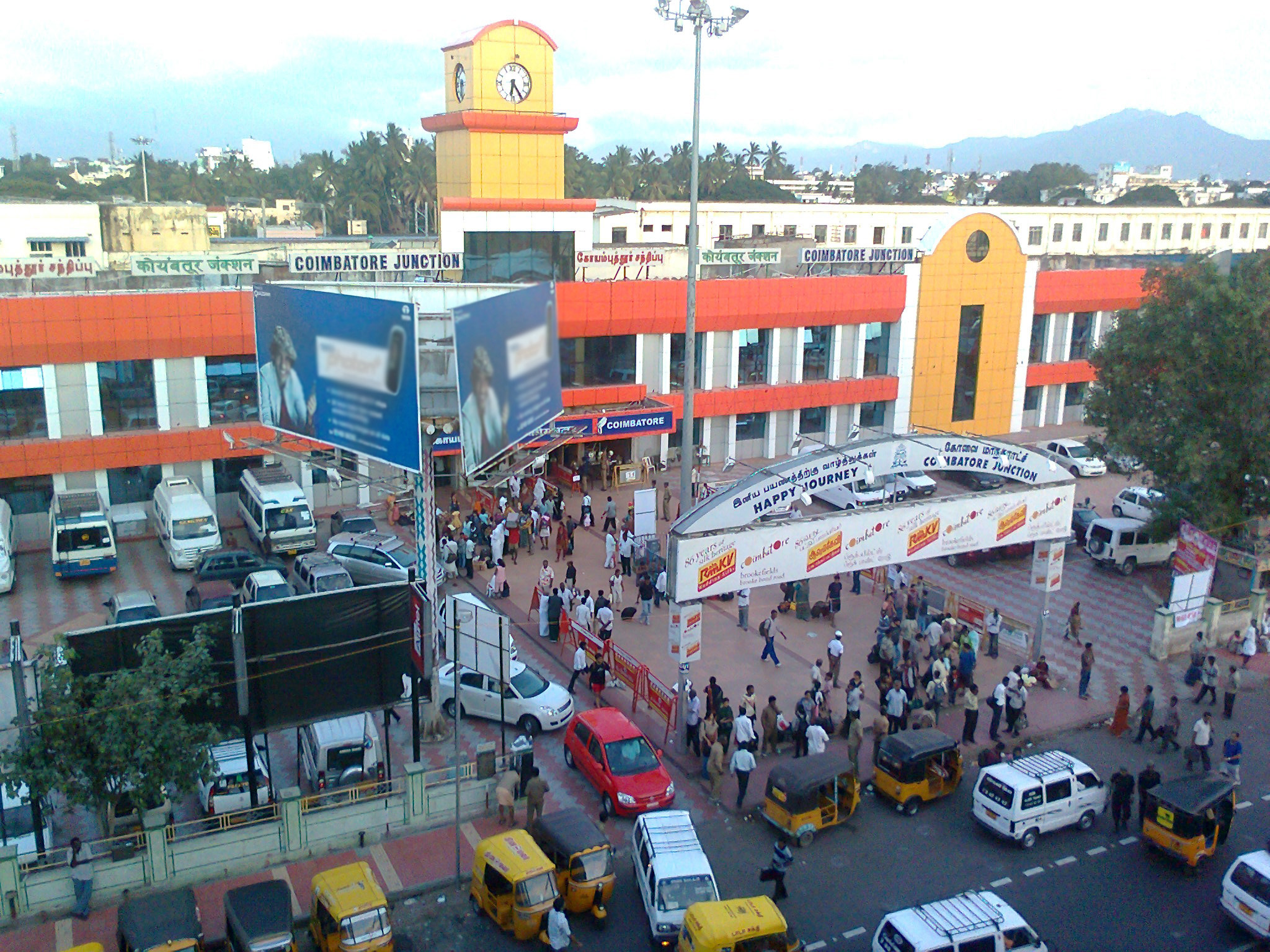
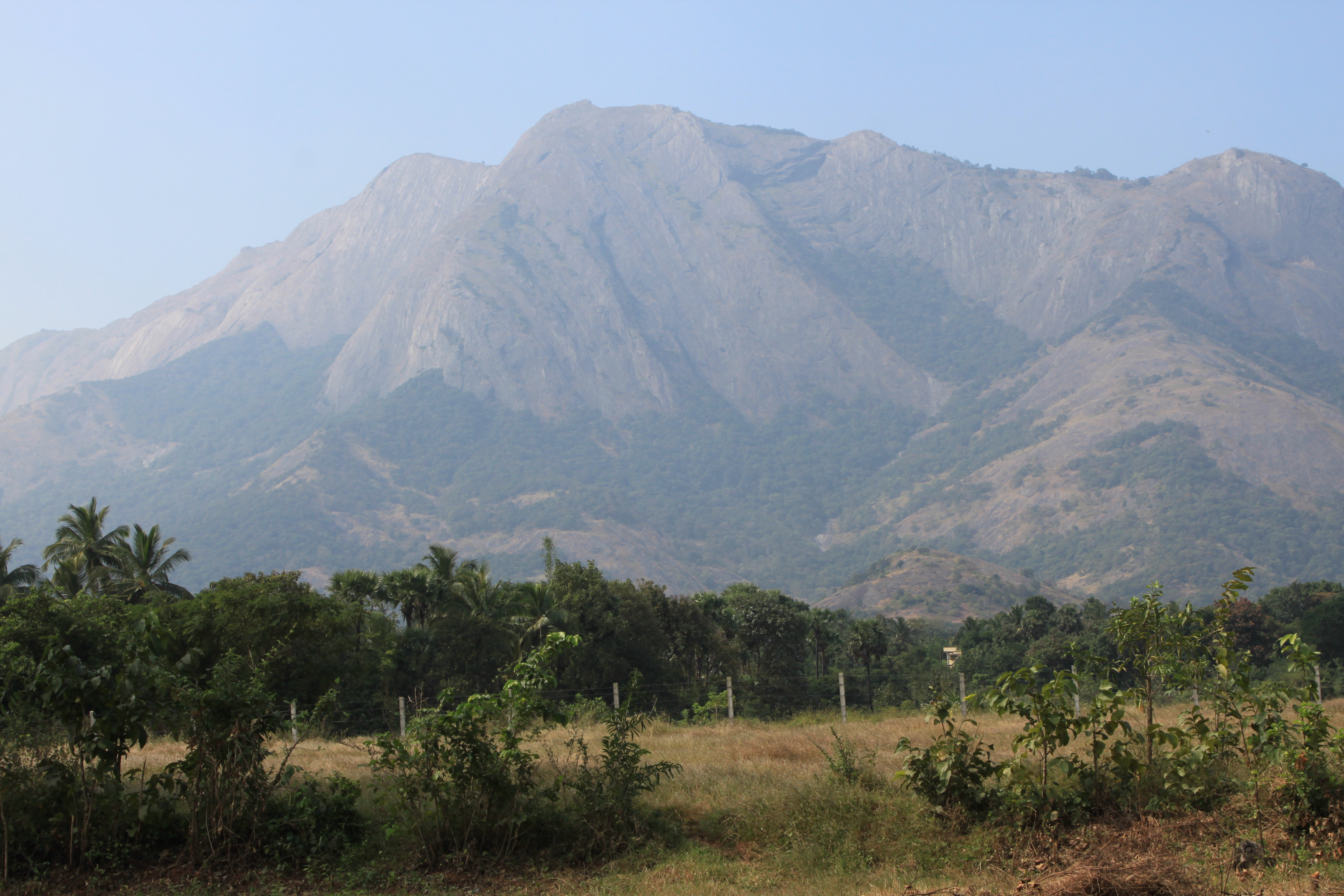
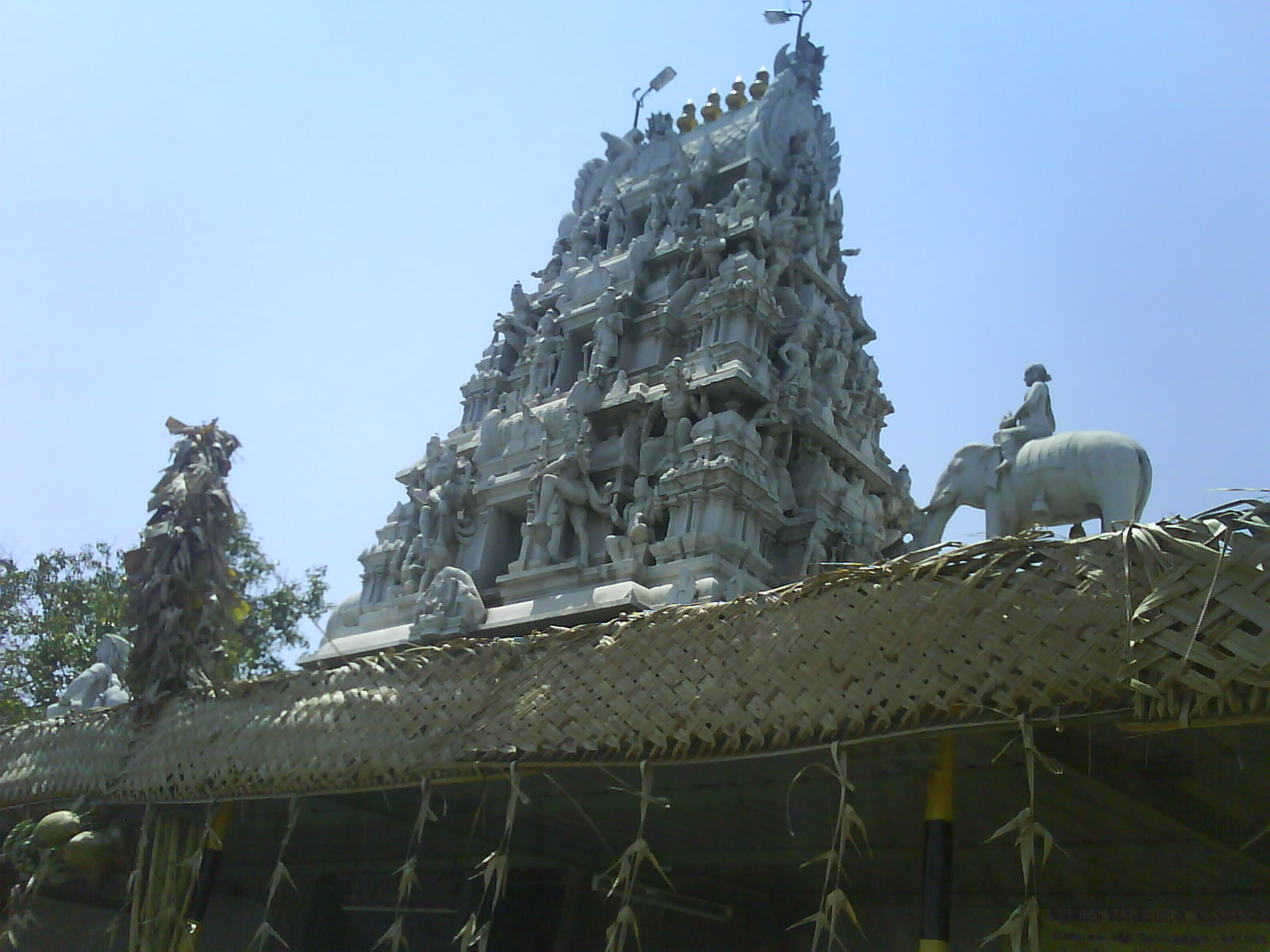